# Reino de Rhinns
Reino de Rhinns o Na Renna (gaélico escocés: Na Rannaibh) fue un señorío hiberno-nórdico que aparece en los registros históricos durante el siglo XI. Se consideraba una provincia independiente que formaría más tarde, junto con Farines (hoy Machars), el condado de Wigtown. En la obra martirologio de Óengus se ofrece una idea sobre el dominio vikingo del reino en el siglo XI, pues cita a Dún Reichet (Dunragit) y Futerna (Whithorn) como parte del mismo. 
La colonización vikinga de la región de Galloway tuvo su origen en la migración desde las Islas del Norte. Los nuevos colonos fueron llamados Gall-goídil (nórdico antiguo: Gaddgeðlar) por sus vecinos escotos y britones y tomaron el control de la península de Rhinns hacia finales del siglo X o principios del XI. Por aquel entonces ya eran un grupo mixto gaélico-escandinavo y aunque los protagonistas de la migración no penetraron en gran número como en otros asentamientos, el impacto de su presencia e influencia política en la región fue enorme. Las relaciones de los monarcas de Rhinns con dinastías de Argyll, las islas y Noruega siguieron vigentes hasta el siglo XIII. Los yacimientos arqueológicos muestran similitudes con otros enclaves vikingos como Waterford y Dublín, por lo que la influencia de la dinastía Uí Ímair en el gobierno de Rhinns es más que una teoría.

## Etimología
Rhinns significa península y se refiere específicamente al suroeste de Islay, parte de la isla cercana a Irlanda.

## Monarcas vikingos de Rhinns
En los textos, se citan expresamente tres reyes (nórdico antiguo: konungr) que gobernaron el reino de Rhinns y uno, Suibne mac Cináeda, sobre todo el territorio de Galloway:
| Fecha   | Nombre                                                       | Gobierno | Notas |
| ------- | ------------------------------------------------------------ | --- | --- |
| m. 1034 | Olaf Sigtryggsson (también conocido como Amlaíb mac Sitriuc) | No era el único reino de Olaf; según la Vida de Gruffydd ap Cynan, gobernó sobre «Dublín, Mann, Galloway, los Rhinns, Anglesey y Gwynedd». | Hijo de Sigtrygg Silkiskegg. Su hija Ragnhild fue madre de Gruffydd ap Cynan.                                                                 |
| m. 1034 | Suibne mac Cináeda (también conocido como Sven Kennethson)   | rí Gallgaidhel | Sucedió a Olaf Sigtryggsson, pero murió ese mismo año. La mención de Suibne como «rey» sugiere que el gobierno de Galloway fue independiente. |
| m. 1065 | Echmarcach mac Ragnaill                                      | rex inna Renn | Anteriormente, rey de Dublín y Mann; a su muerte, se le menciona como «Rey de los Rhinns».                                                    |
| m. 1094 | Mac Congail                                                  | rí na Rend | Solo se le conoce por una nota sobre su obituario.                                                                                            |